# Pierre Patte
Pour les articles homonymes, voir Patte (homonymie).

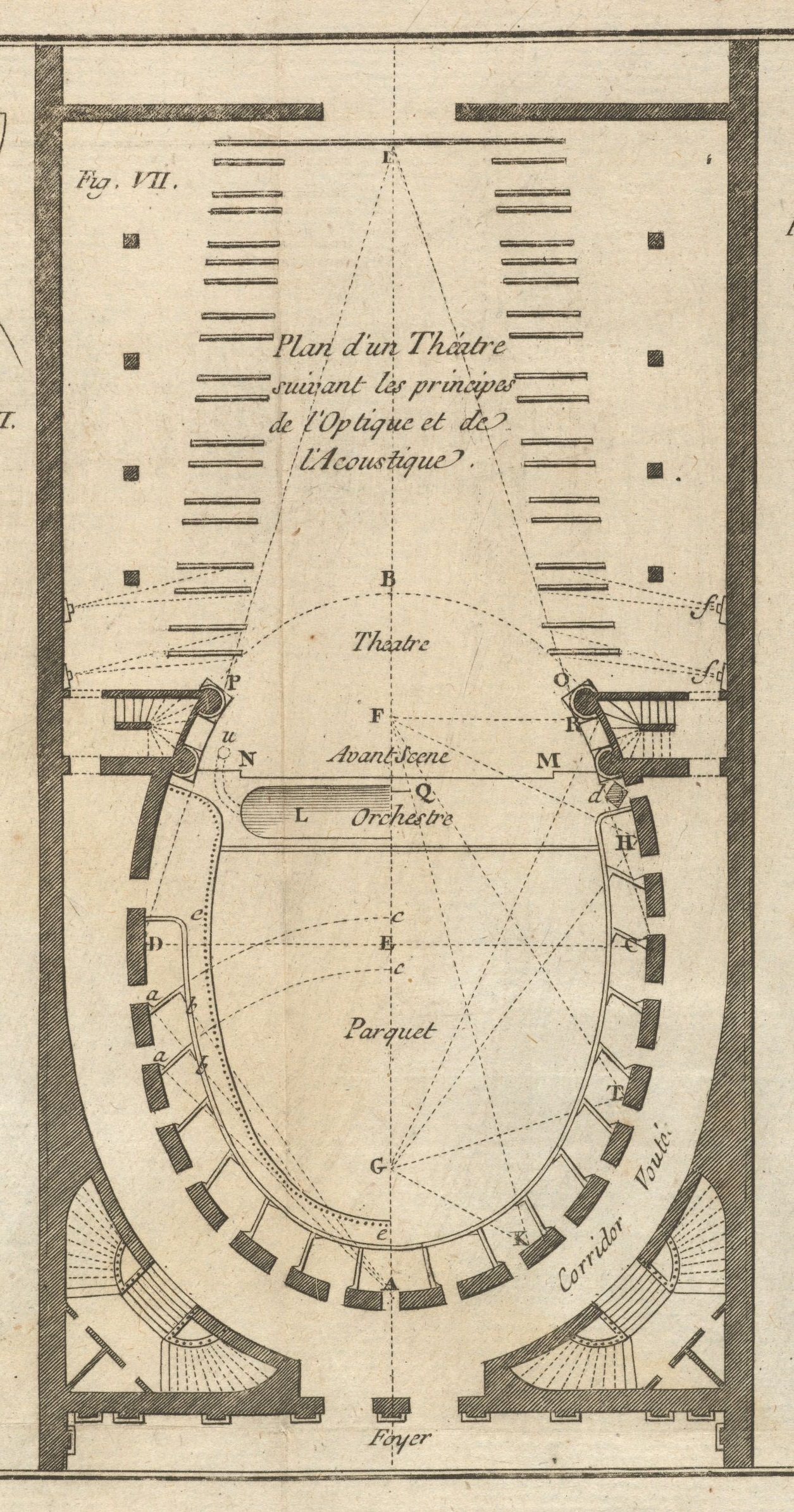
"Plan d'un Théatre suivant les Principes", Patte, 1782

Pierre Patte, né le 3 janvier 1723 à Paris et mort le 19 août 1814 à Mantes-la-Jolie, est un architecte français.

## Biographie
Pierre Patte fait ses études sous la direction de Germain Boffrand.
Il fut le premier architecte de Christian IV, duc des Deux-Ponts-Birkenfeld, de 1756 à 1775, succédant à Jacques Hardouin-Mansart de Sagonne. Il réalisa en 1767 la décoration de son hôtel parisien, ex-hôtel de Lorge, qui se situait rue Neuve-Saint-Augustin. La planche de la chambre de parade fut publiée dans le tome V du Cours d'architecture de Blondel.
Assistant de Jacques-François Blondel, il termine son Cours d'architecture après la mort de celui-ci en 1774 et se charge de le faire éditer. Il est lui-même l'auteur d'un ouvrage intitulé Monuments érigés en France à la gloire de Louis XV (1765).
Il invita à penser la ville comme un ensemble, et fut l'un des premiers à présenter sur un plan de ville des sections montrant les immeubles et le système d'égouts en coupe.
À Paris, il propose l’ouverture de voies rectilignes traversant les anciens quartiers et le déménagement des cimetières et des hôpitaux hors de la ville. Dénonçant « l'espace chaotique et embrouillé, amas de maisons pèle-mêle où il semble que le hasard seul ait présidé », il envisage en 1765 la destruction de l’île de la Cité. Ces conceptions préfigurent les grands travaux réalisés par le baron Haussmann.
Il est l'auteur de projets pour la reconstruction de l'Opéra de Paris.
À compter des années 1770, il fut l'architecte du duc de Charost, Armand Joseph de Béthune. Il rebâtit en 1777 son hôtel parisien et œuvra sur sa terre normande de Bolbec (église Saint-Michel et hôtel).
Il est surtout réputé pour son œuvre de théoricien de l'architecture, ses compétences de graveur et d'auteur d'estampes d'architecture. Il collabora à de nombreux ouvrages de son temps dont l'Encyclopédie.

## Principales réalisations
- Château de Jägersburg en Allemagne pour le duc des Deux-Ponts, Christian IV (conçu et réalisé par Jacques Hardouin-Mansart de Sagonne, achevé par Patte), 1756.
- Église de Bolbec, Seine-Maritime, 1765-1783.
- Hôtel de Charost, 39 rue du Faubourg-Saint-Honoré, création d'un décor intérieur néoclassique, 1765.
- Chambre de parade de l'hôtel des Deux-Ponts (ex hôtel de Lorge), rue Saint-Augustin, 1767.

## Publications
- Abregé de la vie de Monsieur Boffrand, 1754
- Discours sur l'architecture, où l'on fait voir combien il seroit important que l'étude de cet art fit partie de l'éducation des personnes de naissance ; à la suite duquel on propose une manière de l'enseigner en peu de temps, 1754
- Monumens érigés en France à la gloire de Louis XV, précédés d'un tableau du progrès des arts et des sciences sous ce règne, ainsi que d'une description des honneurs et des monumens de gloire accordés aux grands hommes... et suivis d'un choix des projets qui ont été proposés pour placer la statue du roi dans les différens quartiers de Paris, 1765 lire en ligne sur Gallica
- De la Manière la plus avantageuse d'éclairer les rues d'une ville pendant la nuit, en combinant ensemble la clarté, l'économie et la facilité du service, 1766, lire en ligne
- Mémoire sur l'achèvement du grand portail de l'église de Saint-Sulpice, 1767
- Mémoires sur les objets les plus importans de l'architecture, 1769 lire en ligne sur Gallica
- Mémoire sur la construction de la coupole, projettée pour couronner la nouvelle église de Sainte-Geneviève à Paris, 1770 lire en ligne sur Gallica
- Description du théâtre de la ville de Vicence en Italie, chef-d'œuvre d'André Palladio, levé et dessiné par M. Patte, 1780
- Essai sur l'architecture théâtrale, ou De l'ordonnance la plus avantageuse à une salle de spectacles, relativement aux principes de l'optique et de l'acoustique, 1782 lire en ligne sur Gallica
- Mémoires qui intéressent particulièrement Paris, 1800
- Les Véritables jouissances d'un être raisonnable vers son déclin, avec des observations sur les moyens de se conserver sain de corps et d'esprit jusqu'à l'âge le plus avancé, 1802
- Fragments d'un ouvrage très important, qui sera mis sous presse incessamment, intitulé : L'Homme tel qu'il devrait être, ou la Nécessité démontrée de le rendre constitutionnel, pour son bonheur, et d'établir, par des lois vraiment conformes à sa nature, l'empire absolu que doit avoir son moral sur son physique, 1804